# Ebro (Florida)
Ebro è una città degli Stati Uniti d'America, situata in Florida, nella Contea di Washington.